# Copelatus fontanus
Copelatus fontanus es una especie de escarabajo buceador del género Copelatus, de la subfamilia Copelatinae, en la familia Dytiscidae. Fue descrito por J.Balfour-Browne en 1950.